# Loving Cup
«Loving Cup» — песня группы the Rolling Stones, появившаяся на их альбоме 1972 года Exile on Main St Запись песни началась в декабре 1971 года на Sunset Sound Studious в Лос-Анджелесе и продолжалась там до марта 1972 года.
Ранняя версия песни «Loving Cup» (с совершенно другим вступлением на пианино) была записана между апрелем — июлем 1969 года в Лондоне на студии Olympic Sound Studios во время сессий для альбома Let It Bleed. (Эта версия песни — или по-крайней мере куски той записи, смешанные с другими записями была выпущена на переиздании альбома Exile on Main St. в 2010 году.)

## Бэкграунд
Мик Джаггер исполняет основной вокал и бэк-вокал вместе с Китом Ричардсом. Ричардс также исполняет все гитарные партии на песне. Бас-партию и барабаны исполняют Билл Уаймен и Чарли Уоттс, соответственно. На пианино играет ветеран работы со Стоунз' Ники Хопкинс. На саксофоне играет Бобби Кис, партии трубы и тромбона исполняет Джим Прайс. Продюсер альбома Джимми Миллер играет на маракасах. Не известно кто играет на стальном барабане.

## Правовые проблемы
После выпуска альбома Exile on Main St., Аллен Клейн подал в суд на the Rolling Stones за нарушение соглашения с их стороны, так как "Loving Cup" и ещё 4 другие песни с альбома записывались в то время, когда у Джаггера и Ричардса всё ещё были заключены контракты с его компанией ABKCO. ABKCO приобрела право на публикацию песен, предоставив им долю роялти от альбома Exile on Main St, а также смогла опубликовать ещё один, раннее выпущенный альбом группы: More Hot Rocks (Big Hits & Fazed Cookies).

## Рецензии
Джонатан Цвикель из журнала Pitchfork назвал песню «наиболее выносливой и душевной работой группы».